# Pigeon Island
Pigeon Island es una localidad de Santa Lucía que forma parte del distrito de Gros Islet y abarca la totalidad de la isla de su nombre.